# Butylidenphthalid
Butylidenphthalid ist eine organische Verbindung aus der Gruppe der Lactone und ein Derivat des Phthalids.

## Vorkommen

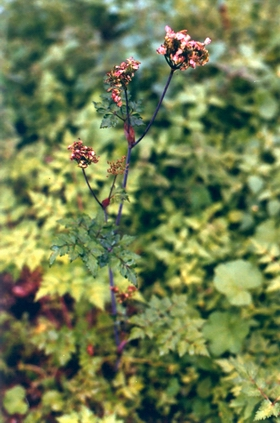
Butylidenphtalid kommt unter anderem im Chinesischen Engelwurz vor

Butylidenphthalid kommt in verschiedenen Pflanzen vor, beispielsweise in Ligusticum wallichii (Familie Doldenblütler) und im Chinesischen Engelwurz.

## Herstellung
Butylidenphthalid kann hergestellt werden über eine Norrish-Reaktion (Typ I) aus Propylindandion durch Bestrahlung mit einem Neodym-dotierten YAG-Laser in Acetonitril. Eine Alternative ist die Carbonylierung von Butyl(2-bromphenyl)keton mit Tetrakis(triphenylphosphin)palladium(0) unter einer Atmosphäre von Kohlenstoffmonoxid.

## Eigenschaften und Reaktionen
Butylidenphthalid wirkt als Spasmolytikum. Die Hydrierung der Verbindung an Palladium ergibt Butylphthalid.

## Verwendung
Butylidenphthalid ist in der EU unter der FL-Nummer 10.024 als Aromastoff für Lebensmittel zugelassen.